# Roeland van der Schaaf
Roeland van der Schaaf (Leeuwarden, 27 oktober 1970) is een Nederlandse bestuurder en PvdA-politicus. Sinds 6 juli 2022 is hij dijkgraaf van Noorderzijlvest.

## Biografie
Van der Schaaf studeerde geschiedenis en filosofie aan de Rijksuniversiteit Groningen. Hij was van 1997 tot 2005 stafmedewerker, beleidsmedewerker en senior beleidsadviseur bij de gemeente Groningen. Van 2005 tot 2008 was hij hoofd projecten bij Woningbouwvereniging Smallingerland. Van 2008 tot 2012 was hij manager strategie en projecten bij woningcorporatie Accolade.
Van der Schaaf was van 2010 tot 2012 lid van de gemeenteraad van Groningen. Vanaf 31 oktober 2012 was hij wethouder van Groningen met als portefeuille Ruimtelijke Ontwikkeling, Wonen, Wijkvernieuwing, Versterking & Herstel, Grondzaken, Maatschappelijk Vastgoed, Revitalisering Stadhuis en Wijkwethouder Centrum. Hij werd op 23 maart 2022 door het algemeen bestuur van Noorderzijlvest aanbevolen als nieuwe dijkgraaf, als opvolger van Bert Middel die per 1 juli van dat jaar met pensioen ging. Op 1 juni 2022 nam hij afscheid als wethouder van Groningen. Op 6 juli van dat jaar werd hij beëdigd als dijkgraaf.
Van der Schaaf is getrouwd en heeft vier kinderen.